# Premi Aristeion
El Premi Aristeion era un premi europeu per a la literatura que la Comissió Europea va atorgar del 1990 al 1999 a les obres que han «contribuït considerablement a la literatura contemporània» i a les traduccions excel·lents. El premi es lliurava a la Capital Europea de la Cultura de l'any.

## Escriptors premiats
| Any  | Ciutat      | Escriptor                                                | Obra                                 |
| ---- | ----------- | -------------------------------------------------------- | ------------------------------------ |
| 1990 | Glasgow     | Jean Echenoz (França)                                    | Lac                                  |
| 1991 | Dublín      | Mario Luzi (Itàlia)                                      | Frasi e Incisi di un Canto Salutare  |
| 1992 | Madrid      | Manuel Vázquez Montalbán (Espanya)                       | Galíndez                             |
| 1993 | Anvers      | Cees Nooteboom (Països Baixos)                           | Het volgende verhaal                 |
| 1994 | Lisboa      | Juan Marsé (Espanya)                                     | El embrujo de Shanghai               |
| 1995 | Luxemburg   | Herta Müller (Alemanya)                                  | Herztier                             |
| 1996 | Copenhaguen | Salman Rushdie (Regne Unit) Christoph Ransmayr (Àustria) | The Moor's Last Sigh Morbus Kitahara |
| 1997 | Tessalònica | Antonio Tabucchi (Itàlia)                                | Sostiene Pereira                     |
| 1998 | Estocolm    | Hugo Claus (Bèlgica)                                     | De Geruchten                         |
| 1999 | Weimar      | José Hierro (Espanya)                                    | Cuaderno de Nova York                |

### Traductors premiats
| Any  | Ciutat      | Traductor                         | Obra                                                            |
| ---- | ----------- | --------------------------------- | --------------------------------------------------------------- |
| 1990 | Glasgow     | Michael Hamburger (Regne Unit)    | Paul Celan: Poems of Paul Celan                                 |
| 1991 | Dublín      | Frans van Woerden (Països Baixos) | Louis-Ferdinand Céline: De Brug van Londen - Guignol's Band II  |
| 1992 | Madrid      | Sokrates Kapsaskis (Grècia)       | James Joyce: Ulysses                                            |
| 1993 | Anvers      | Françoise Wuilmart (Bèlgica)      | Ernst Bloch: Das Prinzip Hoffnung                               |
| 1994 | Lisboa      | Giovanni Raboni (Itàlia)          | Marcel Proust: À la recherche du temps perdu                    |
| 1995 | Luxemburg   | Dieter Hornig (Àustria)           | Henri Michaux: Un barbare en Asie                               |
| 1996 | Copenhaguen | Thorkild Bjørnvig (Dinamarca)     | Rainer Maria Rilke: Udsat på hjertets bjerge (Poemes escollits) |
| 1997 | Tessalònica | Hans-Christian Oeser (Irlanda)    | Patrick McCabe: The Butcher Boy                                 |
| 1998 | Estocolm    | Miguel Sáenz (Espanya)            | Günter Grass: Ein weites Feld                                   |
| 1999 | Weimar      | Claus Bech (Dinamarca)            | Flann O'Brien: The Third Policeman                              |